# MihimaLIVE 2 〜みひっとまだまだガムシャrise at 日本武道館〜
「mihimaLIVE2 〜みひっとまだまだガムシャrise at 日本武道館〜」（ミヒマライブ2 みひっとまだまだガムシャライズアットにっぽんぶどうかん）は、mihimaru GTのライブビデオ。

## 概要
ビデオクリップ集「mihimaclip3」、さらに本作品と「mihimaclip3」を合わせた2枚組「mihimaLIVE2 at 武道館 and mihimaclip3」と同時発売。

## 収録曲
1. Theme of mihimaLIVE2
2. 俄然Yeah!
3. ユルメのレイデ
4. パンキッシュ☆
5. I SHOULD BE SO LUCKY
6. Drum-Line
7. かけがえのない詩（acoustic ver.）
8. diverge
9. 帰ろう歌(か)
10. LOVE SICK～愛コトバ
11. BLUE TAGGING
12. ギリギリHERO
ゲスト・柳沢慎吾
13. Bon Voyage
14. Birthday Song
ゲスト・常田真太郎　＜スキマスイッチ＞（キーボード）
15. Wassyoi!!
ゲスト・古坂大魔王（MC）
16. H.P.S.J.
17. ええがな
18. 気分上々↑↑
19. スキナツ～泣き夏
ゲスト・SOFFet（MC）
20. 幸せになろう
21. ALIVE